# Districtul Rožňava

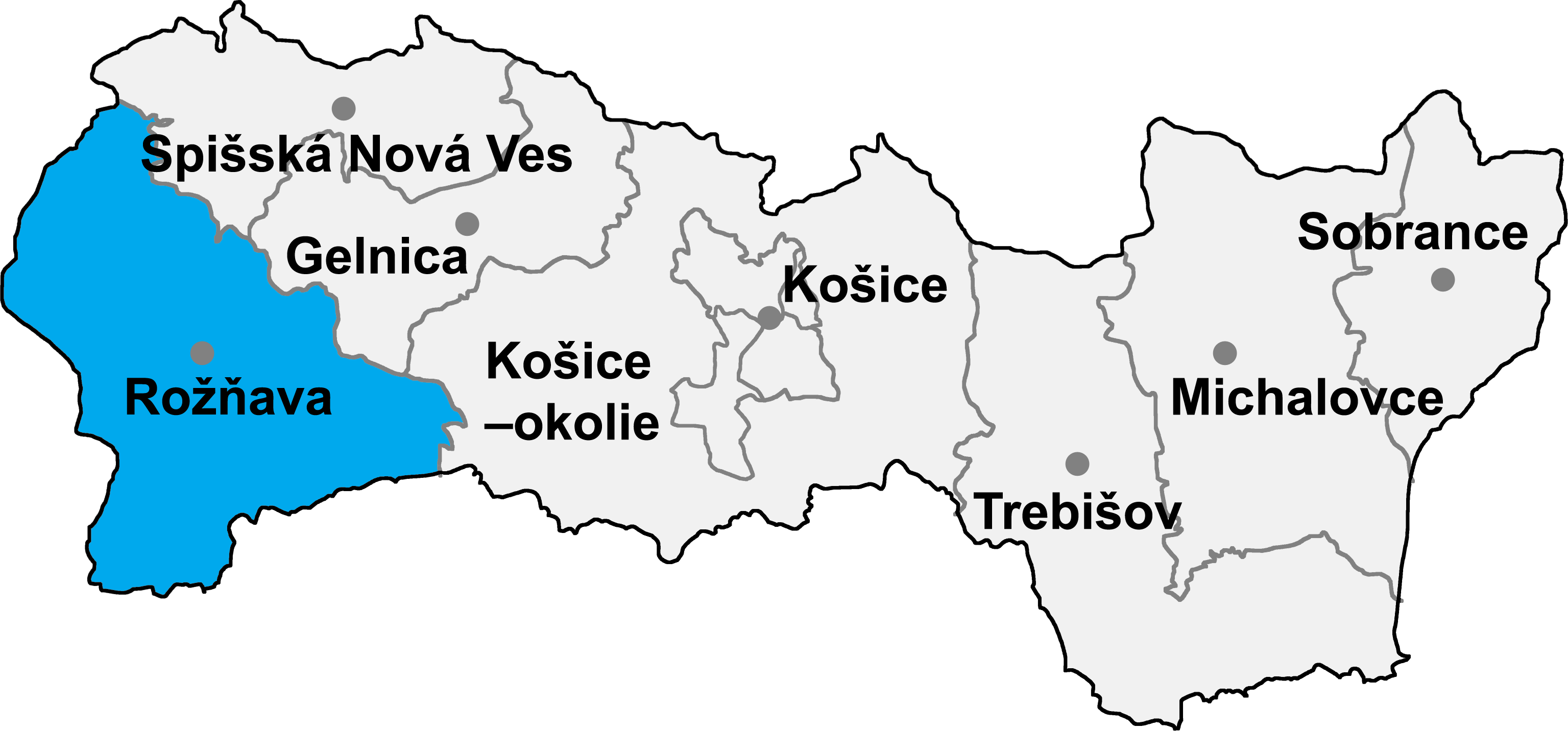
Districtul Rožňava

Districtul Rožňava (okres Rožňava) este un district în Slovacia estică, în Regiunea Košice.

## Demografie
| An:                | 1994   | 2004   | 2014   | 2024   |
| ------------------ | ------ | ------ | ------ | ------ |
| Număr de persoane: | 61.292 | 61.902 | 62.877 | 58.305 |
| Diferență:         |        | +0,99% | +1,57% | −7,27% |

| An:                | 2023   | 2024   |
| ------------------ | ------ | ------ |
| Număr de persoane: | 58.422 | 58.305 |
| Diferență:         |        | −0,20% |

## Comune
- Ardovo
- Betliar
- Bohúňovo
- Bôrka
- Brdárka
- Bretka
- Brzotín
- Čierna Lehota
- Čoltovo
- Čučma
- Dedinky
- Dlhá Ves
- Dobšiná
- Drnava
- Gemerská Hôrka
- Gemerská Panica
- Gemerská Poloma
- Gočaltovo
- Gočovo
- Hanková
- Henckovce
- Honce
- Hrhov
- Hrušov
- Jablonov nad Turňou
- Jovice
- Kečovo
- Kobeliarovo
- Koceľovce
- Kováčová
- Krásnohorská Dlhá Lúka
- Krásnohorské Podhradie
- Kružná
- Kunova Teplica
- Lipovník
- Lúčka
- Markuška
- Meliata
- Nižná Slaná
- Ochtiná
- Pača
- Pašková
- Petrovo
- Plešivec
- Rakovnica
- Rejdová
- Rochovce
- Roštár
- Rozložná
- Rožňava
- Rožňavské Bystré
- Rudná
- Silica
- Silická Brezová
- Silická Jablonica
- Slavec
- Slavoška
- Slavošovce
- Stratená
- Štítnik
- Vlachovo
- Vyšná Slaná